# Cotai

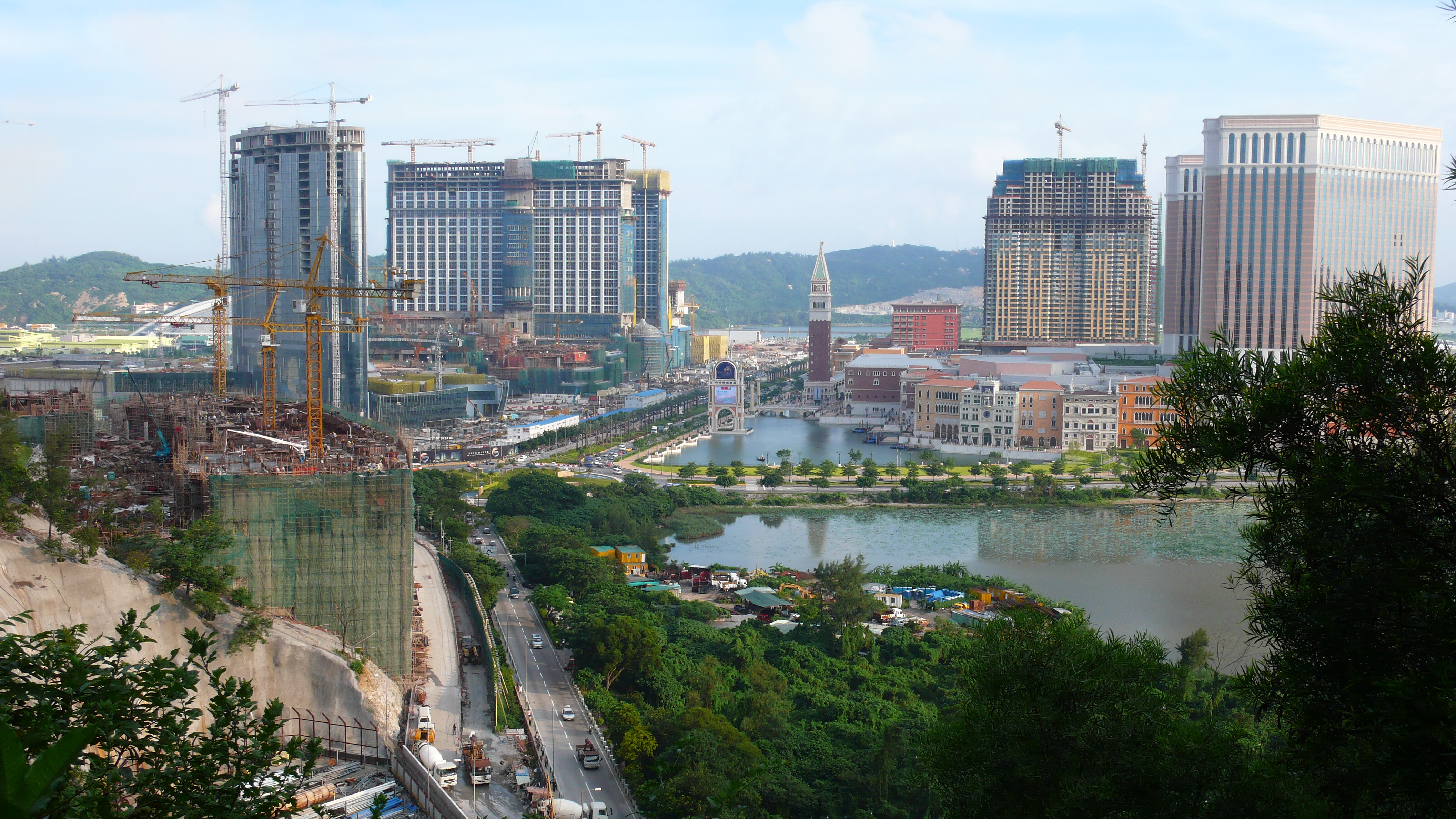
Blick auf den Cotai Strip

Cotai (chinesisch 路氹城, Pinyin Lùdàngchéng, Jyutping Lou6tam5sing4, Yale Louhtáhm Sìhng) ist eine besondere Verwaltungseinheit von Macau. Das gesamte Gebiet entstand ab 1999 durch Landgewinnung, wurde aber keiner der bestehenden Freguesias zugeordnet, welche für statistische Zwecke genutzt werden. In den Statistiken wird Cotai mit dem offiziellen Namen Zona de Aterro entre Taipa e Coloane (chinesisch 路氹填海區, Pinyin Lùdàngtiánhǎiqū, Jyutping Lou6tam5tin4hoi2keoi1, Yale Louhtáhmtìhnhóikēui) und eigener Landfläche aufgeführt, aufgrund fehlender Wohngebiete wird Cotai in der statistischen Einwohnererhebung nicht aufgeführt.

## Namensherkunft
Die Bezeichnung "Cotai" leitet sich von den beiden Inseln ab, welche durch das Gebiet von Cotai heute mit einer großen flachen Landfläche verbunden werden. Die erste Silbe von "Cotai" stammt von der Insel Coloane, während die zweite Silbe die erste Silbe der Insel Taipa ist.

## Geschichte
Als Beginn der Verbindung von Taipa und Coloane gilt die Errichtung des künstlichen Isthmus zwischen beiden Inseln im Jahr 1968. In den 1990er-Jahren begann der Ausbau der Landenge durch Landgewinnung, insbesondere nach der Übertragung der Souveränität über Macau an die Volksrepublik China 1999 wurde dies verstärkt fortgesetzt. In den Jahren 2003 und 2004 begann der Bau von Spielbanken und Hotels. Mit der Unterstützung der Regierung Macaus sollte hier neben den Spielbanken in Sé ein neues Zentrum des Glücksspiels nach dem Vorbild des Las Vegas Strips entstehen, der Cotai Strip. Das am 28. August 2007 eröffnete Hotel The Venetian Macao besitzt knapp 3.000 Zimmer und war das erste Hotel in Cotai. Die Errichtung von Hotels und Freizeitanlagen ist mit Stand März 2019 noch nicht abgeschlossen, mehrere Grundstücke sind noch unbebaut.
Mit dem Orient Golf Club und dem Dom der Ostasienspiele befinden sich auch andere Freizeiteinrichtungen in Cotai.